# Kemal Reis
Kemal Reis (Gal·lípoli ? - ?, 1511) fou un corsari i almirall turc nascut a Gal·lípoli però originari de Karaman. Fou l'introductor del canó de llarg abast a l'armada otomana.
El 1470 va participar en la campanya d'Aghriboz (Eubea) a les ordres de Mahmut Paixà Angelovitx i es va establir a l'illa. Es va dedicar a la corsa a la mar Mediterrània occidental i es va fer un nom en aquesta feina i el 1495 Baiazet II el va agafar al servei de l'estat junt amb el seu nebot Piri Reis.
El 1496 va derrotar els cavallers de Rodes que havien atacat una flota sota el seu comandament. El 1499 va participar en la campanya d'Aynabakhti (Naupacte) a les ordes de l'almirall Küçük Davud Pasha, on va manar un dels dos grans vaixells de la flota (l'altre el manava Burak Reis); la seva tasca era ajudar al beglerbegi de Rumèlia, Kodja Mustafà Pasha, que assetjava la fortalesa per terra, impedint l'arribada d'ajut venecià; a la batalla de l'illa Sapienza el 28 de juliol de 1499, Burak Reis fou atacat per error pels venecians i encara que va aconseguir incendiar les naus atacants es va enfonsar amb la seva nau (l'illa de Sapienza fiu rebatejada des de llavors com Burak Reis); Kemal Reis, que era en realitat l'objectiu dels venecians, va poder agafar posicions a la costa i impedir el desembarcament venecià. En els mesos següents va derrotar diversos cops als venecians de manera limitada, i va destacar en la conquesta de Naupacte i després de Modó, Coró i Navarino.
El 1501 va retornar a la corsa a la Mediterrània occidental i també a la central i va tornar a Istanbul a la tardor amb un botí considerable i molts presoners entre els quals el duc de Catanzaro del que va demanar un rescat de 5000 peces d'or. Va seguir exercint la corsa en els anys següents sempre al servei de l'estat i el seu sou fou elevat dues vegades. El 1511 la seva nau va naufragar per una tempesta i va morir.